# Studia Elbląskie
Studia Elbląskie – rocznik naukowy Diecezji Elbląskiej, wydawany od 1999 roku przez Wyższe Seminarium Duchowne w Elblągu. 
Rocznik zawiera artykuły i opracowania napisane przez ludzi związanych z katolickim środowiskiem naukowym Elbląga. Porusza zagadnienia historyczne (odnoszące się do historii Diecezji Elbląskiej i Kościoła katolickiego), teologiczne i filozoficzne, a także omówienia, sprawozdania i recenzje. Od czasu założenia ukazało się 21 tomów (stan na 2020 rok).

## Redakcja czasopisma
Przewodniczącym Komitetu Redakcyjnego był Biskup Pomocniczy Diecezji Elbląskiej dr Józef Wysocki. Pierwszym redaktorem naczelnym, w latach 1999–2004, był ks. dr Andrzej Kilanowski. Następnie funkcję tę sprawował ks. dr hab. Stefan Adam Ewertowski. Obecnie redaktorem naczelnym czasopisma jest ks. dr Piotr Towarek.
W skład zespołu redakcyjnego wchodzą: 
- ks. dr Piotr Towarek – redaktor naczelny
- ks. dr hab. Paweł Rabczyński, prof. Uniwersytetu Warmińsko-Mazurskiego w Olsztynie
- ks. dr Zbigniew Grochowski – Uniwersytet Kardynała Stefana Wyszyńskiego w Warszawie
- ks. dr Marcin Pinkiewicz – sekretarz

Funkcję redaktorów tematycznych pełnią:
- ks. prof. zw. dr hab. Jan Wiśniewski (em. prof. Uniwersytetu Warmińsko-Mazurskiego w Olsztynie) – historia
- ks. dr hab. Marek Karczewski, prof. Uniwersytetu Warmińsko-Mazurskiego w Olsztynie – teologia
- ks. dr hab. Stefan Adam Ewertowski (em. prof. Uniwersytetu Warmińsko-Mazurskiego w Olsztynie) – filozofia